# Anne Rice
Anne Rice, születési nevén Howard Allen O'Brien (New Orleans, 1941. október 4. – Rancho Mirage, 2021. december 11.) amerikai író. Leginkább a Vámpírkrónikák című sorozatáról ismert. Művei csaknem százmillió példányban keltek el világszerte, ennélfogva a modern kor egyik legolvasottabb szerzője.

## Életpályája
1959-ben érettségizett, ezt követően 1964-ben San Franciscóba költözött. Az első publikált regényét az Interjú a Vámpírralt 1973-ban írta mindössze öt hét alatt. 1974-ben a Knopf Inc. adta ki a művet. Élt Texasban és San Franciscóban, majd hosszabb időre New Orleansban telepedett le. Az ott vásárolt háza lett a Mayfair boszorkányok élete című regényének színhelye. Kaliforniában élt és dolgozott. 1989-ben New Orleansba költözött. Öt évvel később két regényéből készült film is a mozikba került: az Exit to Eden és az Interjú a vámpírral.
Az AMC tv csatorna 2022-ben sorozat indított: az "Interjú a vámpírral"-t , és A "Mayfair boszorkányok" címmel jelent meg. Míg a Mayfair-i boszorkányok nagy vonalakban követi az eredeti könyvet, viszont az interjú a vámpirral teljesen eltér a könyvtöl és csak érintőlegessen érinti azt, modernebb felfogású fiktív új történeteket elevenít képernyőre. Jelenleg csak angol változatban elérhető a két sorozat.
Álnevei közül a Rice a legismertebb. Emellett még két álnevet használt: Anne Rampling és A. N. Roquelaure.
Sok könyve jelent meg Magyarországon, de a világhírt egyértelműen az Interjú a vámpírral című könyvéből készült film hozta meg.
Az utolsó két vámpírkrónikák könyvét nem fordították le magyarra. A Boszorkányok órája eredetileg 1 könyvben jelent meg angolul, A Magyarra fordított könyv két külön kötetbe jelent meg. A magyar fordításért felelős Dáin kiadó megszűnt. 
Az AMC Networks birtokolja a szellemi tulajdon átfogó jogait, amelyeket az AMC Studios égisze alatt saját televíziós hálózatai és streaming szolgáltatásai számára, valamint külső partneri licencelésre fejleszt, Anne Rice és fia, Christopher Rice pedig valamennyi sorozat és film executive producere lesz. A megállapodás feltételeit nem hozták nyilvánosságra. A Vámpírkrónikák és a The Lives of the Mayfair sorozat együttesen több mint 150 millió példányban kelt el világszerte.[forrás?]

## Magánélete
1957-ben családja a texasi Richardsonba költözött, ahol megismerkedett későbbi férjével, Stannel. 1961-ben – 20 évesen – hozzáment Stan Rice-hoz. 1963-ban életet adott Michelle nevű lányának, aki öt éves korában meghalt leukémiában. 1978-ban megszületett fia, Cristopher, akiből regényíró lett.  Miután férje agytumorban elhunyt, Anne Kaliforniába költözött.

## Művei

### Vámpírkrónikák
- Interjú a vámpírral / Interview With The Vampire / (1976)
- Lestat, a vámpír / The Vampire Lestat / (1985)
- A kárhozottak királynője / The Queen of The Damned / (1988)
- A testtolvaj meséje / The Tale of The Body Thief / (1992)
- Memnoch, a Sátán / Memnoch The Devil / (1995)
- Armand, a vámpír / The Vampire Armand / (1998)
- Merrick / Merrick / (2000)
- Vér és arany / Blood and Gold / (2001)
- A Blackwood-farm / The Blackwood-Farm / (2002)
- Vérhozsánna / Blood Canticle / (2003)
- Lestat herceg / Prince Lestat / (2014)
- Prince Lestat and the Realms of Atlantis (2016)
- Blood Communion: A Tale of Prince Lestat (2018)

### Új Vámpírtörténetek
- Pandora, a vámpír / Pandora / (1998)
- Vittorio, a vámpír / Vittorio, The Vampire / (1999)

### A Mayfair-boszorkányok élete
- Boszorkányok órája 1-2 / The Witching Hours / (1990)
- Lasher / Lasher / (1993)
- Táltos / Taltos / (1994)

### Farkasajándék krónikák
- A farkasok ajándéka / The Wolf Gift / (2012)
- The Wolves of Midwinter (2013)

### Önálló regények
- Rampling Gate Ura / The Master of Rampling Gate (1991, novella)
- The Feast of All Saints / New Orleans-i történet / (1979)
- Cry to Heaven (1982)
- A csontok szolgálója / Servant of the Bones / (1996)
- A hegedű / Violin (1997)
- A múmia – avagy Ramszesz, a kárhozott / The Mummy or Ramses The Damned / (1989)

### Egyéb művei
- Becket / Anne Rice's Vampire Chronicles An Alphabettery (2018)
- Interview with the Vampire: Claudia's Story (2012)

## Magyarul megjelent művei
- Vámpírkrónikák; Európa, Bp., 1995
  - Interjú a vámpírral; ford. Walkóné Békés Ágnes
  - Lestat, a vámpír; ford. Sóvágó Katalin
- A múmia avagy Ramszesz, a kárhozott; ford. Babits Péter; Szukits, Szeged, 1999
- A csontok szolgálója; ford. Sóvágó Katalin; Szukits, Szeged, 2000
- Pandora. Új vámpírtörténetek; ford. Sóvágó Katalin; Szukits, Szeged, 2001
- A kárhozottak királynője. A Lestat, a vámpír folytatása; ford. Sóvágó Katalin; Dáin, Szeged, 2001
- A Mayfair-boszorkányok élete, 1-3.; ford. Sóvágó Katalin; Dáin, Szeged, 2001–2003
  - Boszorkányok órája
  - Lasher
  - Táltos
- Vittorio, a vámpír; ford. Sóvágó Katalin; Szukits, Szeged, 2004
- A testtolvaj meséje. Vámpírkrónikák 4.; ford. Sóvágó Katalin; Dáin 2000, Szeged, 2004
- Memnoch, a Sátán. Vámpírkrónikák 5.; ford. Sóvágó Katalin; Dáin, Szeged, 2005
- Armand, a vámpír. Vámpírkrónikák VI.; ford. Sóvágó Katalin; Dáin, Szeged, 2006
- Merrick. Vámpírkrónikák VII.; ford. Sóvágó Katalin; Dáin, Szeged, 2007
- Vér és arany. Vámpírkrónikák VIII.; ford. Sóvágó Katalin; Dáin, Szeged, 2007
- Blackwood farm. Vámpírkrónikák IX.; ford. Sóvágó Katalin; Dáin, Szeged, 2008
- Vérhozsanna. Vámpírkrónikák X.; ford. Sóvágó Katalin; Dáin, Szeged, 2008
- A hegedű; ford. Sóvágó Katalin; Dáin, Szeged, 2009
- A múmia; ford. Babits Péter; Szukits, Szeged, 2011
- Angyalok ideje. A szeráfok éneke 1.; ford. Sóvágó Katalin; Dáin, Szeged, 2013
- Az Úr Krisztus. Az út Kánáig; ford. Békési József; Gold Book, Debrecen, 2013
- Az Úr Krisztus. Távol Egyiptomtól; ford. Tóthné Vágó Tímea; Gold Book, Debrecen, 2013
- Lestat herceg. Vámpírkrónikák; ford. Kallai Nóra; Libri, Bp., 2015
- A farkasok ajándéka; ford. Sóvágó Katalin; Szukits, Szeged, 2016

### Vámpír krónikák, és az ebbe az univerzumba tartozó könyvek olvasási sorrendje
1. Interjú a vámpírral / Interview With The Vampire / (1976)
2. Lestat, a vámpír / The Vampire Lestat / (1985)
3. A kárhozottak királynője / The Queen of The Damned / (1988)
4. A testtolvaj meséje / The Tale of The Body Thief / (1992)
5. Boszorkányok órája 1 /  / The Witching Hours / (1990)
6. Boszorkányok órája 2 / The Witching Hours / (1990)
7. Lasher / Lasher / (1993)
8. Táltos / Taltos / (1994)
9. Memnoch, a Sátán / Memnoch The Devil / (1995)
10. Pandora, a vámpír / Pandora / (1998)
11. Armand, a vámpír / The Vampire Armand / (1998)
12. Vittorio, a vámpír / Vittorio, The Vampire / (1999)
13. Merrick / Merrick / (2000)
14. Vér és arany / Blood and Gold / (2001)
15. A Blackwood-farm / The Blackwood-Farm / (2002)
16. Vérhozsánna / Blood Canticle / (2003)
17. Lestat herceg / Prince Lestat / (2014)
18. Prince Lestat and the Realms of Atlantis (2016)
19. Blood Communion: A Tale of Prince Lestat (2018)